# أماندا هوكينغ
أماندا هوكينغ (بالإنجليزية: Amanda Hocking)‏ (12 يوليو 1984، مينيسوتا في الولايات المتحدة)؛ كاتبة للأطفال، كاتِبة وروائية أمريكية.

## روابط خارجية
- أماندا هوكينغ على موقع IMDb (الإنجليزية)